# Elecciones de Venezuela de 1999
Elecciones de Venezuela (1999), fueron realizados dos referéndum y una elección legislativa encargadas de dirimir la proclamación de una nueva constitución que sustituyera la anterior del año 1961, el resultado final fue la definitiva aprobación de la Constitución de 1999.

## Referéndum de abril de 1999
Referéndum vinculante celebrado el 25 de abril, fue promovido por el presidente de la República Hugo Chávez, que realiza dos preguntas a los electores, sobre la sustitución de la Constitución de 1961 por una nueva. Los resultados fueron mayoritarios para el sí, por más del 80%, sin embargo la abstención se situó en el 62,35% del censo.

## Referéndum de diciembre de 1999
Después del anterior referéndum donde mayoritariamente la población votó a favor por una nueva constitución y después de haber elegido mediante unas elecciones los miembros a la Asamblea Nacional Constituyente encargada de redactar texto constitucional, este segundo referéndum vinculante celebrado el 15 de diciembre, se le pregunta a la población si está de acuerdo con el texto redactado, mayoritariamente votó por sí (el 71,78%), la abstención fue del 55,62% del total del censo.

## Fuente
- https://web.archive.org/web/20100718035314/http://www.cne.gov.ve/estadisticas/e010.pdf

- Datos: Q5827596
- Multimedia: 1999 elections in Venezuela / Q5827596